# Nicola Morace
Nicola Morace (Crotone, 26 settembre 1894 – ...) è stato un politico italiano, podestà della città di Crotone con il Partito Fascista dal 1940 al 1943.

## Biografia
Diplomato come ragioniere, si iscrisse al PNF il 29 dicembre 1922; seguì l'espulsione dal partito per indegnità l'8 agosto 1923, salvo poi essere riammesso nel 1926. Membro della Massoneria, lavorò per breve tempo come agente assicuratore presso la Società Assicurazioni Milano; seguirono poi altri prestigiosi incarichi quali giudice conciliatore presso il Comune, presidente della Croce Rossa di Crotone, direttore dell'INFAIL locale, vicepresidente della Banca Cooperativa e commissario di sconto presso altre banche locali.
Dopo essere stato vicepodestà, diventò podestà il 19 aprile 1940, succedendo al barone Pietro Giunti. Ebbe come vice Silvio Messinetti. Fu presidente del Comitato di resistenza civile e infine passò dall'ormai dissolto Partito Nazionale Fascista al Partito Democratico del Lavoro.